# Stripspel

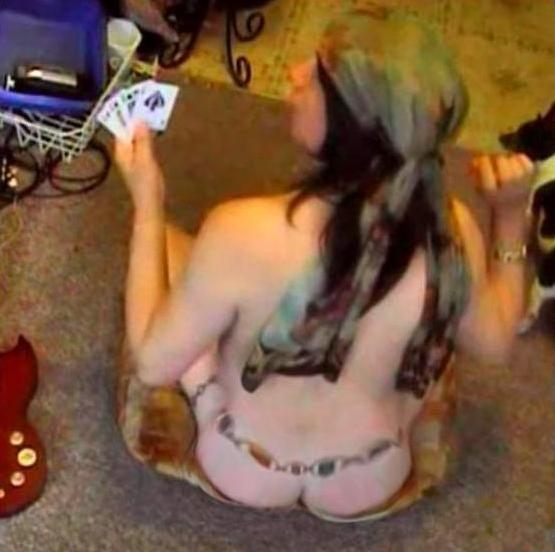
Een man speelt een stripvariant van een kaartspel

Stripspellen of strip games zijn spellen waarbij kleding uittrekken een gameplay-element is. De kleding kan worden verwijderd om de score bij te houden, of als straf voor verlies. Sommige games zijn geseksualiseerd en het uiteindelijke volledige verlies van kleding wordt beschouwd als onderdeel van een gewoon spel in de stijl van een striptease, terwijl andere het verlies van kleding alleen maar als een ongemak beschouwen. Hoewel games met strippen onafhankelijk van niet-strippende games zijn uitgevonden, is het ook zo dat games waarbij normaal gesproken geen kleding verloren gaat, kunnen worden aangepast tot stripgames. In dergelijke gevallen zijn sommige regelsets vatbaarder voor aanpassing dan andere.

## Bekende spellen

### Mahjong
Er zijn behoorlijk wat mahjong videogames gepubliceerd waarbij winnen beloond wordt met naaktbeelden. Deze werden voornamelijk uitgebracht door Japanse softwarebedrijven.

### Poker
Strippoker is een party game en een variatie op het traditionele poker waarbij spelers hun kleding uittrekken als ze een ronde verliezen. Elke vorm van poker kan worden aangepast tot een stripvariant; het wordt echter meestal gespeeld met eenvoudige varianten met weinig inzetrondes, zoals Five Card Draw.
Strippoker kan worden gespeeld door groepen van hetzelfde geslacht of door gemengde groepen in sociale situaties en is bedoeld om een sfeer van plezier te creëren en de sociale sfeer te verlichten door het uittrekken van kleding. Hoewel het spel soms wordt gebruikt als een soort voorspel, wordt het zelf meestal niet als een seksuele interactie beschouwd, aangezien er geen contact voor nodig is en volledige naaktheid pas aan het einde van het spel of soms helemaal niet (afhankelijk van de gekozen spelregels). De spelregels wordt soms gecombineerd met deze van Doen, durven of waarheid. Strippoker kan je ook alleen spelen, bijvoorbeeld door het gebruik van online of offline videogames.

#### Spelregels
De regels van strippoker zijn flexibel en bedoeld om een sfeer van plezier te creëren in een groep instemmende volwassenen.
Aan het begin van elke beurt moet elke speler als ante (inzet) een kledingstuk uittrekken. Als er twee koppels spelen, moeten er vier schoenen in de pot zitten voordat de kaarten worden gedeeld. Aan het begin wordt een van de kledingstukken permanent uit het spel verwijderd. De winnaar krijgt dus drie kledingstukken in de ante.
De beginspeler moet inzetten, en er kan worden verhoogd, net als bij gewoon poker. Na de draw zetten de spelers opnieuw in, zoals bij gewoon poker. Als een kledingstuk eenmaal is uitgetrokken, kan het niet meer worden aangetrokken. De kleding wordt dus enkel gebruikt als inzet. Alleen kleding kan worden ingezet. Geen enkele speler kan zich terugtrekken zodra het spel begint zonder alle kledingstukken te verliezen.

#### Strategie
In sommige regelsets zijn spelers die voor de flop passen niet verplicht hun kleding te verwijderen. Zo kan een speler die zich niet op zijn gemak voelt bij het verwijderen van kleding (of, wat gebruikelijker is, een speler die niet eerst al zijn kleding wil verwijderen) heel vaak of elke keer voor de flop folden en in wezen een preflopstrategie spelen. Met deze strategie kan een speler het hele spel gekleed blijven door eenvoudigweg zijn handen te folden.
Strippoker vereist een andere algemene strategie dan poker dat met inzetfiches wordt gespeeld, omdat het maximale verlies bij een hand strip poker (meestal) één kledingstuk is. In een inzetomgeving kan een speler die in de pot blijft met een zwakke hand veel fiches verliezen in één hand. Bij strip poker is het risico om in een hand te blijven aanzienlijk beperkt, zodat spelers handen kunnen spelen met een lagere waarschijnlijkheid dan in een spel gespeeld met cash. Bijvoorbeeld, in een cash game, omdat het slechts 8% van de tijd voorkomt, kan een inside straight draw een slechte hand zijn om te spelen, vandaar het gezegde "Never draw to an inside straight". Bij strip poker, wanneer het potentiële verlies slechts één kledingstuk is of u fold of callt, is een kans van 8% om de hand te winnen beter dan het alternatief.
Een andere variant gebruikt een soort inzettoken, waardoor normale pokerstrategieën mogelijk zijn. Zodra een speler geen tokens meer heeft, kan hij een kledingstuk "verkopen" voor meer tokens om in het spel te blijven.

#### Geschiedenis
Hoewel er aanwijzingen zijn dat strippoker zijn oorsprong vond in bordelen in New Orleans in de Verenigde Staten rond dezelfde tijd als origineel poker in de 19e eeuw, wordt de term pas sinds 1916 bevestigd. Strippoker begon hoogstwaarschijnlijk als een grap onder jongens, en pas in de jaren dertig werd de huidige versie voor gemengd geslacht in Engeland "gemengd strippoker" genoemd om het te onderscheiden van de volledig mannelijke variant.

#### Strippoker in de media

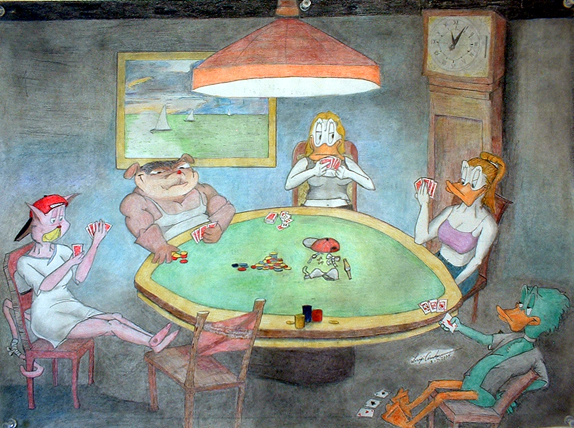
Tekening van een strippokerspel dat een parodie vormt op Dogs Playing Poker

Strippokerspellen worden gepresenteerd in een aantal films, waaronder:
- Welcome to the Cabin
- American Pie 2
- Friday the 13th
- In Time
- The Wanderers

Op strippoker gebaseerde televisieprogramma's zijn onder meer:
- Tutti Frutti / Colpo Grosso (Duitsland/Italië - 1990)
- Räsypokka (subTV - Finland - 2002)
- Strip! (RTL II - Duitsland - 1999)
- Everything Goes (Verenigde Staten - 1981-1988)
- Strippoker (VS - 2000)

Strippokerproducties op pay-per-view of dvd bevatten vaak pin-upmodellen. Voorbeelden zijn onder meer:
- Strippoker van National Lampoon - 2005
- Strip Poker Invitational - 2005

Beide voorbeelden bevatten Playboy- modellen, World Wrestling Entertainment-modellen en andere pin-upmodellen in een no-limit Texas Hold'em-competitie. National Lampoon's Strip Poker werd gefilmd in het Hedonism II-resort in Negril, Jamaica . Strip Poker Invitational-producties werden gefilmd in Las Vegas. Beide producties werden in 2005 uitgezonden via Pay-per-view .
Strippoker in videoclips:
- Videoclip van "Poker Face" van Lady Gaga - 2009

In 1982 produceerde een Amerikaans computerspelbedrijf, Artworx, een strippokerspel voor de Apple II-computer. Het is sindsdien ook beschikbaar gemaakt voor andere besturingssystemen en is nog steeds beschikbaar. Vele gelijkaardige spellen volgden. Strippoker is tevens toegevoegd als een Easter egg in Card Hero op Windows 8.

## Legaal
Afhankelijk van de jurisdictie en de specifieke omstandigheden van het spel, kunnen stripspellen te maken krijgen met wetgeving rond het dragen (of niet dragen) van kledij, gokken en seksueell strafrecht . Bovendien wordt het verbaal dwingen van iemand om een stripspelletje te spelen vaak beschouwd als een vorm van seksuele intimidatie.
In 2013 werd het concept van stripsportweddenschappen gelanceerd in de Verenigde Staten door live internetuitzendingen te creëren met behulp van modellen en pornosterren die wedden op voetbalwedstrijden en hun kleren uittrokken als ze verloren.